# Kolonia Łuszczanowice
Kolonia Łuszczanowice (prononciation [kɔˈlɔɲa wuʂt͡ʂanɔˈvit͡sɛ]) est une localité de la gmina de Kleszczów, du powiat de Bełchatów, dans la voïvodie de Łódź, située dans le centre de la Pologne.
Elle se situe à environ 3 kilomètres au sud-ouest de Bełchatów (siège du powiat), 19 kilomètres au sud de Bełchatów (siège du powiat) et 66 kilomètres au sud de Łódź (capitale de la voïvodie).

## Administration
De 1975 à 1998, la localité était attachée administrativement à l'ancienne voïvodie de Piotrków.

Depuis 1999, elle fait partie de la nouvelle voïvodie de Łódź.